# Fender Crash Stratocaster
A Fender Crash Stratocaster egy limitált kiadású Fender Stratocaster modellváltozat, melyet a New York-i festő, John „Crash” Matos látott el egyedi mintával. A Crash Stratocasterekből mindössze 50 darab készült, és mindegyik egyedi festéssel rendelkezik, tehát nincs két hasonló Crash változat. Maga a gitár a Fender Custom Shop terméke, a legendásnak számító Todd Krause hangszerész keze munkája.